# Khulna University
Die Khulna University (auch  University of Khulna oder KU genannt; bengalisch খুলনা বিশ্ববিদ্যালয় IAST Khulanā biśbabidyālaẏa) ist eine staatliche Universität in Khulna in Bangladesch.
Sie wurde 1991 gegründet. Der Universitätscampus liegt in der Nähe des Flusses Moyur an der Sher E Bangla Road (Khulna-Satkhira-Autobahn).
Der Studienbetrieb an der Universität Khulna begann am 31. August 1991 mit 80 Studierenden in vier Fachrichtungen. Im Jahr 2023 bestand die Universität aus 29 Instituten in acht Fachbereichen.